# 阿韦尼奥
阿韦尼奥（義大利語：Avegno），是意大利热那亚省的一个市镇。总面积11平方公里，人口2438人，人口密度221.6人/平方公里（2009年）。ISTAT代码为010002。

## 友好城市
- 瑞士阿韋尼奧戈爾代維奧